# Fédération tunisienne de baseball et softball
La Fédération tunisienne de baseball et softball (FTBS) est l'unique instance gérant le baseball et le softball en Tunisie. Elle a été fondée en 1920 par le docteur C.G. Kelly de Baltimore qui a importé ce sport des États-Unis.

## Comité directeur
Le comité directeur est composé de dix membres élus par une assemblée générale : un président, un vice-président, un secrétaire général, un trésorier et cinq membres. Il s'occupe de la gestion des affaires courantes de la fédération.
| Nom                   | Qualité                                 |
| --------------------- | --------------------------------------- |
| Saber Jlajla          | Président                               |
| Slim Fatnassi         | Vice-président responsable du baseball  |
| Wassila Riahi         | Vice-présidente responsable du softball |
| Ahlem Guenfali        | Secrétaire général                      |
| Hichem Hawari         | Trésorier                               |
| Sofienne Riahi        | Membre                                  |
| Chawki Aouit          | Membre                                  |
| Mohamed Aloui         | Membre                                  |
| Ahmed Taled           | Membre                                  |
| Khaouthet Belhadj Med | Membre                                  |